# Sokolik rudogardły
Sokolik rudogardły, sokolik indyjski (Microhierax caerulescens) – gatunek małego ptaka z rodziny sokołowatych (Falconidae), występujący w Nepalu, Indiach, Mjanmie i Indochinach.
Podgatunki
Wyróżniono dwa podgatunki M. caerulescens:
- Microhierax caerulescens caerulescens – północne Indie, Nepal.
- Microhierax caerulescens burmanicus – Mjanma do Indochin.

Cechy gatunkuUpierzenie czarne, z białym czołem i kołnierzem, spód ciała rudawy, biała pierś, ciemnoszary dziób i nogi. Brak dymorfizmu płciowego.
Średnie wymiary
- Długość ciała 15–17 cm
- Rozpiętość skrzydeł 30–34 cm

BiotopLasy w pobliżu zbiorników wodnych.
PożywienieSokolik rudogardły poluje na małe ptaki i owady. Swych ofiar wypatruje z gałęzi drzewa.
RozmnażanieSamica składa w dziupli drzewa 4–5 jaj.
Status
Międzynarodowa Unia Ochrony Przyrody (IUCN) uznaje sokolika rudogardłego za gatunek najmniejszej troski (LC – least concern) nieprzerwanie od 1988 roku. Całkowitą liczebność populacji szacuje się na dziesiątki tysięcy osobników. Trend liczebności populacji uznaje się za stabilny.